# Leipziger Bauwerke auf deutschen Briefmarken
Leipziger Bauwerke auf deutschen Briefmarken sind seit der erstmaligen Ausgabe 1940 anlässlich der Leipziger Frühjahrsmesse aufgrund der dann traditionellen Messeausgaben der Deutschen Post während der Zeit der DDR immer wieder auf Sondermarken zu finden. Häufigstes Motiv ist das von Hieronymus Lotter 1556/57 umgebaute Alte Rathaus. Sehr häufig fanden auch die Messehäuser der Innenstadt und der Alten Messe (Technische Messe) als Motiv Eingang ins Markenbild. Nach den zahlreichen Messeausgaben der DDR-Post bis 1990 gab es seit der deutschen Wiedervereinigung nur noch wenige Ausgaben mit Leipziger Bauwerken, u. a. solche zu den Jubiläen der Leipziger Universität, der Errichtung des Völkerschlachtdenkmals und der friedlichen Revolution von 1989. Erfasst wurden in dieser Liste alle amtlich oder mit amtlicher Veranlassung ausgegebenen Motive. Motivgleiche Blockausgaben oder Blocks mit Werten, die anderweitige Motive abbilden, sowie Ganzsachen wurden nicht mit beschrieben.

## Legende
- Bild: Eine bearbeitete Abbildung der genannten Marke.
- Bauwerk: Bauwerk(e).
- Post: Ausgebende Post.
- Wert: Der Frankaturwert der einzelnen Marke.
- Ausgabedatum: Das erstmalige Datum des Verkaufs dieser Briefmarke.
- Serie/Ausgabe Zugehörigkeit zu einer Serie beziehungsweise Anlass der Einzelausgaben.
- Mi.-Nr.: Diese Briefmarke wird im Michel-Katalog unter der entsprechenden Nummer gelistet.

Die Zerstörung von Bauwerken und ihren Zeitpunkt zeigt das Symbol „†“ in Verbindung mit der Jahreszahl oder zwei Jahreszahlen (Kriegsbeschädigung/späterer Abriss) an. Die Bauwerke sind unter ihren aktuellen Bezeichnungen aufgeführt. Ein anderslautender Name zur Zeit der Ausgabe des Postwertzeichens ist in Klammern angegeben.

## Briefmarken
| Bild                                           | Bauwerk                                                                           | Post                           | Wert in Pfennig bzw. Cent | Ausgabedatum       | Serie/Ausgabe                                                                        | Entwurf                                                                       | Mi.-Nr.         |
| ---------------------------------------------- | --------------------------------------------------------------------------------- | ------------------------------ | ------------------------- | ------------------ | ------------------------------------------------------------------------------------ | ----------------------------------------------------------------------------- | --------------- |
|                                                | Alte Börse                                                                        | Deutsche Post (DDR)            | 25                        | 23. August 1961    | Leipziger Herbstmesse 1961                                                           | Dietrich Dorfstecher, Manfred Brückels                                        | 844             |
|                                                | Alte Börse                                                                        | Deutsche Post (DDR)            | 85                        | 7. März 1989       | Leipziger Frühjahrsmesse 1989                                                        | Oswin Volkamer                                                                | 3236            |
|                                                | Alte Messe (Messehallen)                                                          | Reichspost                     | 25                        | 3. März 1940       | Leipziger Frühjahrsmesse 1940                                                        | Werner von Axster-Heudtlass, Maria von Axster-Heudtlass                       | 742             |
|                                                | Alte Messe (Messehallen)                                                          | Deutsche Post (DDR)            | 1,35 M                    | 22. August 1989    | Leipziger Herbstmesse 1989                                                           | Hilmar Zill                                                                   | Block 99        |
|                                                | Alte Messe (Messehalle 1, Nordeingang)                                            | Deutsche Post (DDR)            | 20                        | 17. Februar 1960   | Leipziger Frühjahrsmesse 1960                                                        | Fritz Deutschendorf                                                           | 750             |
|                                                | Alte Messe (Messehallen 2 und 3)                                                  | Deutsche Post (DDR)            | 10                        | 29. August 1955    | Serie Leipziger Herbstmesse 1955                                                     | Erich Gruner                                                                  | 479             |
|                                                | Alte Messe (Messehalle 20)                                                        | Deutsche Post (DDR)            | 35                        | 10. März 1987      | Serie Leipziger Frühjahrsmesse 1987                                                  | Jochen Bertholdt                                                              | 3080            |
|                                                | Alte Messe (Messepavillon der UdSSR)                                              | Deutsche Post (DDR)            | 20                        | 21. Februar 1955   | Leipziger Frühjahrsmesse 1955                                                        | Erich Gruner                                                                  | 447             |
| externe Abbildung bitte Urheberrechte beachten | Alte Messe (Messepavillon der UdSSR)                                              | Deutsche Post (DDR)            | 10                        | 7. März 1972       | Leipziger Frühjahrsmesse 1972                                                        | Gerhard Stauf                                                                 | 1743            |
|                                                | Alte Messe (Messepavillon der Volksrepublik China)                                | Deutsche Post (DDR)            | 35                        | 21. Februar 1955   | Leipziger Frühjahrsmesse 1955                                                        | Erich Gruner                                                                  | 448             |
|                                                | Alte Messe (Westeingang)                                                          | Deutsche Post (DDR)            | 10                        | 9. März 1982       | Leipziger Frühjahrsmesse 1981                                                        | Joachim Rieß                                                                  | 2683            |
|                                                | Alte Waage                                                                        | Reichspost                     | 12                        | 1. März 1941       | Leipziger Frühjahrsmesse 1941                                                        | E. Stahl                                                                      | 766             |
|                                                | Alte Waage                                                                        | Deutsche Post (DDR)            | 10                        | 23. August 1961    | Leipziger Herbstmesse 1961                                                           | Dietrich Dorfstecher, Manfred Brückels                                        | 843             |
|                                                | Alte Waage, Neubau Katharinenstraße                                               | Deutsche Post (DDR)            | 10                        | 25. August 1965    | 800 Jahre Stadt Leipzig                                                              | Karl-Heinz Bobbe, Dietrich Dorfstecher                                        | 1126            |
|                                                | Alte Waage, historische Messeszene                                                | Deutsche Post (DDR)            | 40+50                     | 25. August 1987    | Leipziger Herbstmesse 1987                                                           | Harry Scheuner nach zwei Radierungen von Christian Gottfried Heinrich Geißler | Block 88        |
|                                                | Altes Rathaus                                                                     | Reichspost                     | 12                        | 3. März 1940       | Leipziger Frühjahrsmesse 1940                                                        | Werner von Axster-Heudtlass, Maria von Axster-Heudtlass                       | 741             |
|                                                | Altes Rathaus, rechts im Hintergrund die Arkaden                                  | Deutsche Post                  | 30+15                     | 6. März 1949       | Leipziger Frühjahrsmesse 1949                                                        | Erich Gruner                                                                  | 230             |
|                                                | Altes Rathaus                                                                     | Deutsche Post                  | 6+14                      | 8. Mai 1946        | Leipziger Messe 1946                                                                 | unbekannt                                                                     | 162             |
|                                                | Altes Rathaus                                                                     | Deutsche Post (DDR)            | 15                        | 14. November 1955  | Wiederhergestellte historische Bauwerke                                              | Kurt Eigler                                                                   | 493             |
|                                                | Altes Rathaus                                                                     | Deutsche Post (DDR)            | 25                        | 29. August 1958    | Leipziger Herbstmesse 1958                                                           | Harry Prieß                                                                   | 650             |
|                                                | Altes Rathaus                                                                     | Deutsche Post (DDR)            | 10                        | 6. Oktober 1964    | 15 Jahre DDR                                                                         | Karl-Heinz Bobbe, Dietrich Dorfstecher                                        | 1067 A 1067 B   |
|                                                | Altes Rathaus                                                                     | Deutsche Post (DDR)            | 25                        | 25. August 1965    | 800 Jahre Stadt Leipzig                                                              | Karl-Heinz Bobbe, Dietrich Dorfstecher                                        | 1127            |
|                                                | Altes Rathaus                                                                     | Deutsche Post (DDR)            | 30                        | 18. Juni 1969      | V. Deutsches Turn- und Sportfest, Leipzig                                            | Joachim Rieß                                                                  | 1488            |
|                                                | Altes Rathaus                                                                     | Deutsche Post (DDR)            | 10                        | 6. März 1984       | Leipziger Frühjahrsmesse 1984                                                        | Oswin Volkamer                                                                | 2862            |
|                                                | Altes Rathaus, Wohnhochhaus (Wintergartenstrasse)                                 | Deutsche Post (DDR)            | 70                        | 18. September 1973 | Dauerserie Aufbau in der DDR, Großformat (IV)                                        | Manfred Gottschall                                                            | 1881            |
|                                                | Altes Rathaus, Wohnhochhaus (Wintergartenstrasse)                                 | Deutsche Post (DDR)            | 70                        | 21. April 1981     | Dauerserie Aufbau in der DDR, Kleinformat (XIII)                                     | Manfred Gottschall                                                            | 2602            |
|                                                | Augusteum († 1968), Paulinerkirche († 1968), Café Felsche († 1943), Nikolaikirche | Deutsche Post AG               | 55                        | 2. Juli 2009       | 600 Jahre Universität Leipzig                                                        | Nadine Nill                                                                   | 2745 2747       |
|                                                | Bosehaus                                                                          | Deutsche Post (DDR)            | 10                        | 27. August 1985    | Leipziger Herbstmesse 1985                                                           | Lothar Grünewald                                                              | 2963            |
|                                                | Deutsche Bücherei                                                                 | Reichspost                     | 3                         | 3. März 1940       | Leipziger Frühjahrsmesse 1940                                                        | Werner von Axster-Heudtlass, Maria von Axster-Heudtlass                       | 739             |
|                                                | Deutsche Bücherei                                                                 | Deutsche Post (DDR)            | 25                        | 1. September 1976  | Leipziger Herbstmesse 1976                                                           | Jochen Bertholdt                                                              | 2162            |
|                                                | Dresdner Bahnhof († 1913)                                                         | Deutsche Post (DDR)            | 20                        | 4. April 1989      | 150. Jahrestag der Inbetriebnahme der ersten deutschen Ferneisenbahn Leipzig–Dresden | Detlef Glinski                                                                | 3239            |
|                                                | Flughafengebäude Leipzig-Mockau                                                   | Deutsche Post (DDR)            | 25                        | 28. August 1962    | Leipziger Herbstmesse 1962                                                           | Dietrich Dorfstecher                                                          | 915             |
|                                                | Fregehaus                                                                         | Deutsche Post (DDR)            | 10                        | 28. August 1984    | Leipziger Herbstmesse 1984                                                           | Manfred Gottschall                                                            | 2891            |
|                                                | Gewandhaus († 1943, 1944/1968)                                                    | Reichspost                     | 6                         | 1. März 1941       | Leipziger Frühjahrsmesse 1941                                                        | E. Stahl                                                                      | 765             |
|                                                | Gewandhaus                                                                        | Deutsche Post (DDR)            | 25                        | 29. August 1959    | 150. Geburtstag von Felix Mendelssohn Bartholdy                                      | Renate Israel                                                                 | 676             |
|                                                | Gohliser Schlösschen                                                              | Deutsche Post (DDR)            | 25                        | 22. Februar 1962   | Leipziger Frühjahrsmesse 1962                                                        | Dietrich Dorfstecher, Manfred Brückels                                        | 874             |
|                                                | Großer Blumenberg                                                                 | Deutsche Post (DDR)            | 25                        | 28. August 1979    | Leipziger Herbstmesse 1979                                                           | Jochen Bertholdt                                                              | 2453            |
|                                                | Hauptbahnhof                                                                      | Reichspost                     | 25                        | 1. März 1941       | Leipziger Frühjahrsmesse 1941                                                        | E. Stahl                                                                      | 767             |
|                                                | Hauptbahnhof                                                                      | Deutsche Post (DDR)            | 10                        | 29. August 1958    | Leipziger Herbstmesse 1958                                                           | Harry Prieß                                                                   | 649             |
|                                                | Hauptbahnhof                                                                      | Deutsche Post (DDR)            | 85                        | 24. September 1985 | Eisenbahnwesen                                                                       | Hans Detlefsen                                                                | 2971            |
|                                                | Hauptpostamt, Neues Opernhaus                                                     | Deutsche Post (DDR)            | 40                        | 25. August 1965    | 800 Jahre Stadt Leipzig                                                              | Karl-Heinz Bobbe, Dietrich Dorfstecher                                        | 1128            |
|                                                | Hotel „International“, „Ring-Messehaus“                                           | Deutsche Post (DDR)            | 25                        | 17. Februar 1960   | Leipziger Frühjahrsmesse 1960                                                        | Fritz Deutschendorf                                                           | 751             |
|                                                | Hotel Merkur                                                                      | Deutsche Post (DDR)            | 10                        | 10. März 1981      | Leipziger Frühjahrsmesse 1981                                                        | Paul Reißmüller                                                               | 2593            |
|                                                | Ingenieurschule „Rosa Luxemburg“ der Deutschen Post                               | Deutsche Post (DDR)            | 20                        | 10. Februar 1981   | Bildungseinrichtungen der Deutschen Post                                             | Ralf-Jürgen Lehmann                                                           | 2586            |
|                                                | Interhotel „Stadt Leipzig“ (†)                                                    | Deutsche Post (DDR)            | 70                        | 25. August 1965    | 800 Jahre Stadt Leipzig                                                              | Karl-Heinz Bobbe, Dietrich Dorfstecher                                        | 1129            |
|                                                | Kaufhaus Bamberger & Hertz (bis 1938), Krochhochhaus (beides im Hintergrund)      | Deutsche Post (DDR)            | 10                        | 11. Dezember 1961  | Besuch des sowjetischen Kosmonauten German Titow in der DDR                          | Karl Sauer                                                                    | 864             |
|                                                | Königshaus am Markt                                                               | Deutsche Post (DDR)            | 10                        | 7. März 1978       | Leipziger Frühjahrsmesse 1978                                                        | Paul Reißmüller                                                               | 2308            |
|                                                | Konsument-Warenhaus                                                               | Deutsche Post (DDR)            | 10                        | 30. August 1977    | Leipziger Herbstmesse 1977                                                           | Paul Reißmüller                                                               | 2250            |
|                                                | Krochhochhaus                                                                     | Reichspost                     | 6                         | 3. März 1940       | Leipziger Frühjahrsmesse 1940                                                        | Werner von Axster-Heudtlass, Maria von Axster-Heudtlass                       | 740             |
|                                                | Krochhochhaus                                                                     | Deutsche Post (DDR)            | 25                        | 26. Februar 1963   | Leipziger Frühjahrsmesse 1963                                                        | Dietrich Dorfstecher                                                          | 949             |
|                                                | Leipzig-Information († 1996)                                                      | Deutsche Post (DDR)            | 10                        | 26. August 1980    | Leipziger Herbstmesse 1980                                                           | Joachim Rieß                                                                  | 2539            |
|                                                | Logenhaus der Freimaurerloge Minerva zu den drei Palmen († 1944/1957)             | Reichspost                     | 3                         | 1. März 1941       | Leipziger Frühjahrsmesse 1941                                                        | E. Stahl                                                                      | 764             |
|                                                | Mädlerpassage, Eingang Grimmaische Straße                                         | Deutsche Post (DDR)            | 20                        | 29. August 1955    | Leipziger Herbstmesse 1955                                                           | Erich Gruner                                                                  | 480             |
|                                                | Mädlerpassage                                                                     | Deutsche Post (DDR)            | 20                        | 28. August 1962    | Leipziger Herbstmesse 1962                                                           | Dietrich Dorfstecher                                                          | 914             |
|                                                | Mädler-Passage mit Auerbachs Keller                                               | Deutsche Post (DDR)            | 20                        | 8. März 1988       | Leipziger Herbstmesse 1988                                                           | Harry Scheuner                                                                | 3153            |
|                                                | Max-Klinger-Haus                                                                  | Deutsche Post (DDR)            | 10                        | 6. März 1979       | Leipziger Frühjahrsmesse 1979                                                        | Harry Scheuner                                                                | 2403            |
|                                                | Merkurhaus                                                                        | Deutsche Post (DDR)            | 25                        | 3. März 1961       | Leipziger Frühjahrsmesse 1961                                                        | Dietrich Dorfstecher                                                          | 814             |
|                                                | Messehaus am Markt                                                                | Deutsche Post (DDR)            | 10                        | 8. März 1977       | Leipziger Frühjahrsmesse 1977                                                        | Jochen Bertholdt                                                              | 2208            |
|                                                | Messehaus „Barthels Hof“                                                          | Deutsche Post (DDR)            | 10                        | 26. Februar 1963   | Leipziger Frühjahrsmesse 1963                                                        | Dietrich Dorfstecher                                                          | 947             |
|                                                | Messehaus „Bräunigkes Hof“                                                        | Deutsche Post (DDR)            | 20                        | 26. Februar 1964   | Leipziger Frühjahrsmesse 1964                                                        | Dietrich Dorfstecher                                                          | 1013            |
|                                                | Messehaus „Drei Könige“                                                           | Deutsche Post (DDR)            | 25                        | 7. März 1978       | Leipziger Herbstmesse 1978                                                           | Jochen Bertholdt                                                              | 2354            |
|                                                | Messehaus „Handelshof“, im Hintergrund das Alte Rathaus                           | Deutsche Post (DDR)            | 24                        | 4. September 1954  | Leipziger Herbstmesse 1954                                                           | Erich Gruner                                                                  | 433             |
|                                                | Messehaus „Handelshof“                                                            | Deutsche Post (DDR)            | 70                        | 7. März 1989       | Leipziger Frühjahrsmesse 1989                                                        | Oswin Volkamer                                                                | 3235            |
|                                                | Messehaus „Petershof“                                                             | Deutsche Post (DDR)            | 10                        | 8. März 1983       | Leipziger Frühjahrsmesse 1983                                                        | Detlef Glinski                                                                | 2779            |
|                                                | Messehaus „Ringmessehaus“                                                         | Deutsche Post (DDR)            | 25                        | 19. August 1986    | Leipziger Herbstmesse 1986                                                           | Oswin Volkamer                                                                | 3038            |
|                                                | Messehaus „Stentzlers Hof“                                                        | Deutsche Post (DDR)            | 10                        | 24. August 1982    | Leipziger Herbstmesse 1982                                                           | Lothar Grünewald                                                              | 2733            |
|                                                | Messehaus „Zentral-Messepalast“                                                   | Deutsche Post (DDR)            | 10                        | 30. August 1983    | Leipziger Herbstmesse 1983                                                           | Oswin Volkamer                                                                | 2822            |
|                                                | Neubauten des Innenstadtrings (Roßplatz)                                          | Deutsche Post (DDR)            | 20                        | 17. August 1959    | Leipziger Herbstmesse 1959                                                           | Fritz Deutschendorf                                                           | 712             |
|                                                | Neues Gewandhaus                                                                  | Deutsche Post (DDR)            | 25                        | 18. August 1981    | Leipziger Herbstmesse 1981                                                           | Ekkehard Haller                                                               | 2635            |
| externe Abbildung bitte Urheberrechte beachten | (Neues) Gewandhaus                                                                | Deutsche Post AG               | 70                        | 3. Mai 2018        | Tag der Musik – 275 Jahre Gewandhausorchester                                        | Jennifer Dengler                                                              | 3384            |
|                                                | Neues Messegelände (Zentrale Glashalle)                                           | Deutsche Post AG               | 100                       | 6. März 1997       | 500 Jahre Messeprivileg für Leipzig                                                  | Sybille Haase, Fritz Haase                                                    | 1905            |
|                                                | Neues Opernhaus                                                                   | Deutsche Post (DDR)            | 20                        | 17. Februar 1960   | Leipziger Herbstmesse 1960                                                           | Fritz Deutschendorf                                                           | 781             |
|                                                | Neues Rathaus                                                                     | Deutsche Post                  | 8                         | 12. Februar 1946   | Dauermarkenserie Leipzig                                                             | unbekannt                                                                     | 154 160         |
|                                                | Neues Rathaus                                                                     | Deutsche Post (DDR)            | 20                        | 26. Februar 1963   | Leipziger Frühjahrsmesse 1963                                                        | Dietrich Dorfstecher                                                          | 948             |
| externe Abbildung bitte Urheberrechte beachten | Neues Rathaus                                                                     | Bundesministerium der Finanzen | 62                        | 1. Juli 2015       | 1000 Jahre Leipzig                                                                   | Annette Stahmer, André Heers                                                  | 3164            |
|                                                | Nikolaikirche                                                                     | Deutsche Post                  | 5                         | 12. Februar 1946   | Dauermarkenserie Leipzig                                                             | unbekannt                                                                     | 152 158         |
|                                                | Nikolaikirche                                                                     | Deutsche Post (DDR)            | 35+15                     | 28. Februar 1990   | „Wir sind das Volk“                                                                  | Grit Fiedler (Idee: Köhler)                                                   | 3315            |
| externe Abbildung bitte Urheberrechte beachten | Nikolaikirche                                                                     | Deutsche Post AG               | 55                        | 8. Oktober 2009    | 20 Jahre Friedliche Revolution                                                       | Barbara Dimanski                                                              | 2762            |
|                                                | Paulinerkirche († 30. Mai 1968), ehemaliger Botanischer Garten                    | Deutsche Bundespost            | 60                        | 16. Juli 1992      | Botanischer Garten der Universität Leipzig                                           | Seiter                                                                        | 1622            |
|                                                | Pleißenburg (Bergfried im Hintergrund)                                            | Deutsche Post                  | 24+26                     | 5. März 1947       | Leipziger Frühjahrsmesse 1947                                                        | Erich Gruner                                                                  | 941             |
|                                                | Romanushaus                                                                       | Deutsche Post (DDR)            | 25                        | 22. Februar 1962   | Leipziger Frühjahrsmesse 1962                                                        | Dietrich Dorfstecher, Manfred Brückels                                        | 875             |
|                                                | Schwimmhalle (Deutschen Hochschule für Körperkultur)                              | Deutsche Post (DDR)            | 10+5                      | 18. Mai 1976       | Parteitag der Sozialistischen Einheitspartei Deutschlands (SED)                      | Joachim Rieß                                                                  | 2127            |
|                                                | Städtisches Kaufhaus, Innenraum                                                   | Deutsche Post (DDR)            | 30+14                     | 5. März 1950       | Leipziger Frühjahrsmesse 1950                                                        | Erich Gruner                                                                  | 249             |
|                                                | Städtisches Kaufhaus                                                              | Deutsche Post (DDR)            | 10                        | 28. August 1962    | Leipziger Herbstmesse 1962                                                           | Dietrich Dorfstecher                                                          | 913             |
|                                                | Universitätshochhaus                                                              | Deutsche Post (DDR)            | 10                        | 23. September 1969 | 20 Jahre DDR (I)                                                                     | Gerhard Voigt, Arthur Lipsch                                                  | 1504            |
|                                                | Universitätshochhaus                                                              | Deutsche Post (DDR)            | 10                        | 4. März 1980       | Leipziger Frühjahrsmesse 1980                                                        | Paul Reißmüller                                                               | 2498            |
|                                                | Völkerschlachtdenkmal                                                             | Deutsche Post (DDR)            | 20                        | 23. Oktober 1954   | Tag der Briefmarke                                                                   | Kurt Eigler                                                                   | 445 A 445 B     |
|                                                | Völkerschlachtdenkmal                                                             | Deutsche Post (DDR)            | 5                         | 18. Juni 1969      | V. Deutsches Turn- und Sportfest, Leipzig                                            | Joachim Rieß                                                                  | 1483            |
|                                                | Völkerschlachtdenkmal                                                             | Deutsche Post (DDR)            | 15                        | 30. August 1988    | Leipziger Herbstmesse 1988                                                           | Ingo Arnold                                                                   | 3194            |
| externe Abbildung bitte Urheberrechte beachten | Völkerschlachtdenkmal                                                             | Bundesministerium der Finanzen | 45                        | 10. Oktober 2013   | 100 Jahre Völkerschlachtdenkmal                                                      | Astrid Grahl, Lutz Menze                                                      | 3033            |
|                                                | Wohnhochhaus (Wintergartenstrasse)                                                | Deutsche Post (DDR)            | 10                        | 9. März 1976       | Dauerserie Leipziger Frühjahrsmesse 1976                                             | Paul Reißmüller                                                               | 2119            |
|                                                | Zentralstadion                                                                    | Deutsche Post (DDR)            | 40+20                     | 10. August 1959    | III. Turn- und Sportfest der DDR                                                     | Harry Prieß                                                                   | 711             |
|                                                | Zentralstadion                                                                    | Deutsche Post (DDR)            | 40                        | 6. Oktober 1959    | 10 Jahre DDR                                                                         | Klaus Wittkugel                                                               | 727             |
|                                                | Zentralstadion                                                                    | Deutsche Post (DDR)            | 10+5                      | 13. Juni 1963      | Deutsches Turn- und Sportfest Leipzig                                                | Lothar Grünewald                                                              | 963             |
|                                                | Zentralstadion                                                                    | Deutsche Post (DDR)            | 15                        | 18. Juni 1969      | V. Deutsches Turn- und Sportfest, Leipzig                                            | Joachim Rieß                                                                  | 1485            |
|                                                | Zentralstadion                                                                    | Deutsche Post (DDR)            | 1 M                       | 18. Mai 1976       | Parteitag der Sozialistischen Einheitspartei Deutschlands (SED)                      | Joachim Rieß                                                                  | Block 46 (2132) |
|                                                | Zum Arabischen Coffe Baum                                                         | Deutsche Post (DDR)            | 10                        | 16. Februar 1962   | Leipziger Frühjahrsmesse 1962                                                        | Dietrich Dorfstecher, Manfred Brückels                                        | 873             |
|                                                | Diverse                                                                           | Deutsche Post (DDR)            | 20                        | 7. März 1978       | 200. Jahrestag der Gründung der ersten staatlichen Bildungseinrichtung für Gehörlose | Joachim Rieß                                                                  | 2314            |
|                                                | Diverse                                                                           | Deutsche Post (DDR)            | 85                        | 6. März 1990       | Leipziger Frühjahrsmesse 1990                                                        | Oswin Volkamer                                                                | 3317            |
|                                                | Diverse                                                                           | Deutsche Post (DDR)            | 70                        | 6. März 1990       | Leipziger Frühjahrsmesse 1990                                                        | Oswin Volkamer                                                                | 3316            |

## Erwähnenswert
Die zur Herbstmesse 1990 vorgesehenen Messemarken sollten als Block mit zwei Sondermarken zu 50 und 85 Pf. erscheinen. Im Blockrand wäre eine Vielzahl von historischen und zeitgenössischen Gebäuden der Messestadt abgebildet worden. Durch die Wiedervereinigung kamen die Werte nicht mehr zur Ausgabe.

## Exkurs: Leipziger Bauwerke auf deutschen Gedenkmünzen
Seit Gründung des Deutschen Kaiserreichs 1871 wurden auch einige Münzen mit Abbildungen von Leipziger Bauwerken emittiert. Zum 100-jährigen Jubiläum der Völkerschlacht 1913 wurde in Sachsen eine Gedenkmünze in Silber zu 3 Mark mit der Abbildung des Völkerschlachtdenkmals geprägt. Erst 1982 folgten in der DDR eine Silbermünze zu 10 Mark zur Eröffnung des Neuen Gewandshauses, und schließlich 1984 zwei 5-Mark-Stücke in Neusilber mit Abbildungen des Alten Rathauses und der Thomaskirche. Im wiedervereinigten Deutschland gab es 2009 eine 10-€-Münze mit dem neuen Campus der Universität. 2015 wurde eine 10-€-Prägung zum 1000-jährigen Jubiläum Leipzigs, deren Vorderseite auch eine City–Skyline mit mehreren historischen und modernen Bauwerken ziert, ausgegeben.